# The Last Summer
The Last Summer é um filme americano de comédia romântica dirigido por William Bindley de um roteiro que ele coescreveu com Scott Bindley. O filme é estrelado por KJ Apa, Jacob Latimore, Maia Mitchell, Tyler Posey, Halston Sage, entre outros. A estreia ocorreu no dia 3 de maio de 2019 na Netflix.

## Sinopse
Estudantes de uma escola de Chicago encaram sonhos, relacionamentos e questões de identidade durante o verão transformador antes do começo da faculdade.

## Elenco
| Ator/Atriz            | Personagem                   |
| --------------------- | ---------------------------- |
| KJ Apa                | Griffin Hourigan             |
| Maia Mitchell         | Phoebe Fisher                |
| Jacob Latimore        | Alec                         |
| Halston Sage          | Erin Sinclaire               |
| Sosie Bacon           | Audrey Jarvis                |
| Wolfgang Novogratz    | Foster                       |
| Gage Golightly        | Paige Wilcox                 |
| Norman Johnson Jr.    | Mason Riley                  |
| Jacob McCarthy        | Chad                         |
| Mario Revolori        | Reece                        |
| Tyler Posey           | Rick                         |
| Gabrielle Anwar       | Sra. Hourigan                |
| Ed Quinn              | Sr. Hourigan                 |
| Heidi Johanningmeier  | Sra. Fisher                  |
| Nicole Forester       | Margaux                      |
| Audrey Grace Marshall | Lilah                        |
| Valerie Jane Parker   | Claire                       |
| Sameera Rock          | Janet                        |
| Brenna Sherman        | Sierra Hourigan              |
| Greer Grammer         | Christine Purdy              |
| Jackie Sandler        | Tracey                       |
| Christopher Mele      | Jerry                        |
| Layla Cushman         | Sra. Wilcox                  |
| Jeffrey Grover        | Sr. Wilcox                   |
| Julia Kelly           | Jordan                       |
| Michael May           | Sr. Edmonds                  |
| Amy Cates             | Nicole Davis "Sra. Robinson" |

## Produção
Em janeiro de 2018, foi anunciado que KJ Apa iria estrelar The Last Summer, um filme a ser dirigido por William Bindley a partir de um roteiro de Bindley e seu irmão, Scott Bindley. Na época, a produção principal estava marcada para 23 de abril de 2018. Em março de 2018, Jacob Latimore se juntou ao grupo, com a produção principal sendo transferida para 7 de maio de 2018. Em abril de 2018, Maia Mitchell se juntou ao elenco para retratar o interesse amoroso de Apa no filme. Em maio de 2018, Tyler Posey e Forrest Goodluck se juntaram ao elenco.
Em junho de 2018, foi anunciado que a Netflix havia adquirido os direitos mundiais de distribuição do filme com Halston Sage, Sosie Bacon, Gage Golightly, Wolfgang Novogratz, Jacob McCarthy, Mario Revolori e Gabrielle Anwar se juntando ao elenco.
As filmagens começaram em maio de 2018.